# Henk Rogers
Henk Rogers (nacido el 24 de diciembre de 1953) es un diseñador de videojuegos y empresario neerlandés-estadounidense. Es conocido por producir el primer gran videojuego de rol por turnos de Japón, The Black Onyx., por conseguir los derechos de distribución de Tetris en las consolas de videojuegos, siendo decisivo su papel  en la resolución de los conflictos de licencia entre Atari y Nintendo, que llevaron a Tetris a la Game Boy.
Fue el fundador de Blue Planet Software en 1996, anteriormente conocida como Bullet-Proof Software, una empresa desarrolladora y distribuidora de videojuegos en Hawái.
Destaca su fundación en 2007 de la Blue Planet Foundation, una organización benéfica pública centrada en actividades de defensa, concientización y fomento de la acción a favor de la energía limpia en Hawái.
En la actualidad, es el presidente de The Tetris Company, compañía que posee la licencia de la marca Tetris.
En la película Tetris del 2023, Rogers es interpretado por el actor galés Taron Egerton. 